# Schizandrobia accidentalis
Schizandrobia accidentalis är en tvåvingeart som beskrevs av Nikolai Vasilevich Kovalev 1964. Schizandrobia accidentalis ingår i släktet Schizandrobia och familjen gallmyggor. Inga underarter finns listade i Catalogue of Life.